# Miel d'Hooghe

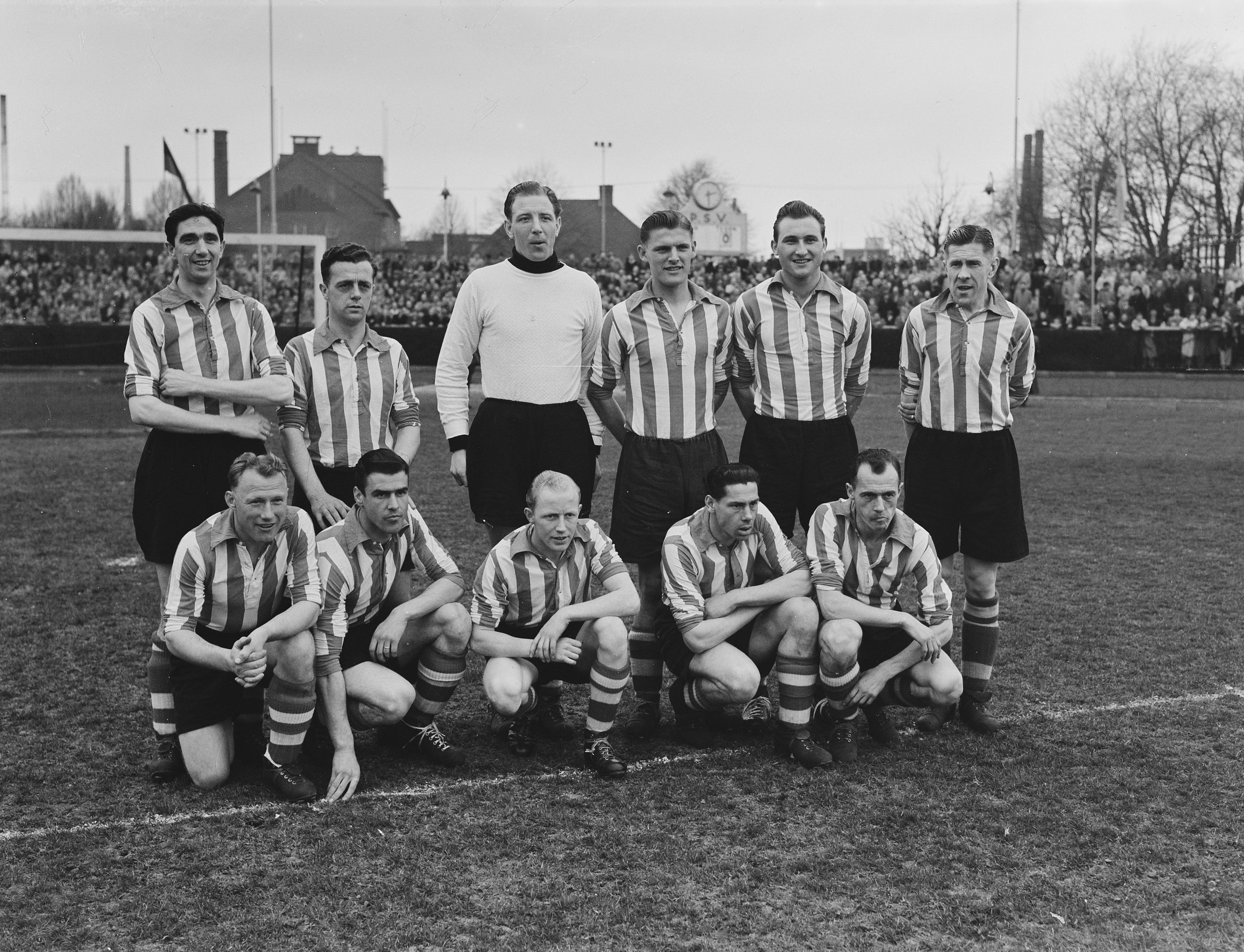
Miel D'Hooghe (staand, tweede van links) in 1952

Miel d'Hooghe (Sint Jansteen 5 mei 1923 – 2 december 1996) was een Nederlands voetballer.
D'Hooghe is een van de drie PSV'ers die 18 seizoenen in het eerste team van PSV hebben gespeeld, een clubrecord dat hij deelt met Willy van der Kuijlen en Berend Scholtens. Van 1940 tot 1958 speelde d'Hooghe 330 competitiewedstrijden, waarmee hij in de top tien staat van de eeuwige clubranglijst die een top drie kent van Willy van der Kuijlen, Willy van de Kerkhof en Jan Heintze; d'Hooghe staat op plaats negen. D'Hooghe speelde twee Europese wedstrijden voor PSV, waaronder de eerste wedstrijd die een Nederlandse club ooit speelde in Europees verband, Rapid Wien–PSV op 21 september 1955. Hij is tevens lid van verdienste van PSV.

## Erelijst
- Nederlands landskampioen: 1951
- Districts/afdelingskampioen: 1941, 1948, 1951, 1954, 1955
- KNVB Beker: 1950